# Riverlea
Riverlea est une banlieue située au sud-est de la cité de Hamilton, dans le sud de l’Île du Nord de la Nouvelle-Zélande.

## Situation
Elle est localisée au sud de la banlieue de Hillcrest.
La banlieue est essentiellement résidentielle, avec une petite zone d’industrie légère le long de Riverlea Road.

## Histoire
La localité est nommée d’après « Riverlea House », le domicile constituant la propriété de James McPherson (en), qui couvrait alors la plus grande partie de ce qui est à l’époque actuelle la ville de Riverlea et aussi la banlieue de Hillcrest.
De nombreuses rues ont des noms choisis par le propriétaire terrien Don McKenzie, qui les dénomma d’après le nom des avions qu’il pilota durant la Seconde Guerre mondiale (comme Hudson Street, Lysander Place), le nom de ses chevaux (McCracken Avenue, Silva Crescent, Sheriff Place) et aussi celui de membres de sa famille (Norma Place, Malcolm Street, Louise Place).
« Johnsview Terrace » est dénommé en mémoire d’un garçon, qui se noya dans un trou d’eau, que la rue domine.

## Caractéristiques de la banlieue de Riverlea

### Le parc Hammond
« Hammond Park » est un parc public situé le long des berges du fleuve Waikato.
Une promenade en planches relie les différentes sections du parc.
« Hammond Bush », est une partie du « ravin de Mangaonua », qui est le domicile des rares chauve-souris à longue queue (Chalinolobus tuberculata) ou pekapeka-tou-roa (en langue Māori).
La plage située le long de la section de ‘Malcolm Street’ du parc, est réputée pour la natation durant l’été.
Un groupe local d’amélioration de l’environnement (Riverlea Environment Society incorporated) a été l’acteur de la mise en valeur, de l'augmentation de la taille du bush de Hammond et d’une campagne contre la construction d’une usine d’asphalte.

### Théâtre de Riverlea
Le « théâtre de Riverlea » et le « Centre des Arts », ont été établis en 1984 et sont le domicile du groupe théâtral du Musikmakers (en) et de la « Hamilton Playbox Repertory Society ».

## Démographie
Selon le recensement de 2006, la ville de Riverlea a une population de 2 535 habitants.
Pour l’indice de pauvreté socio-économique (l’évaluation allant de 1 à 10, des zones les plus aisées jusqu’aux zones les plus démunies), Riverlea est à 3/10 (faible misère sociale).